# Windsor Forest
Windsor Forest (ook: Windsor Forrest) is een dorp en voormalige plantage in de regio Essequibo Islands-West Demerara van Guyana. Het is gelegen aan de Atlantische Oceaankust en bevindt zich ongeveer 10 km ten westen van Georgetown. Windsor Forest was het eerste Chinese dorp in Guyana. In 2012 telde het 1.602 inwoners waarvan 1.484 zich identificeerde als Indo-Guyanees, en maar 5 als Chinees.

## Geschiedenis
Op 12 januari 1853 kwamen de eerste Chinese contractarbeiders aan in Guyana om te werken op de plantages. Ze waren in Amoy (nu: Xiamen) aan boord gegaan op de Glentanner. Onderweg zijn 9 overleden. 105 werden te werkgesteld op plantage Windsor Forest waar de eerste Chinese gemeenschap werd gesticht. In 1900 werd in Windsor Forest een treinstation geopend aan de Demerara–Essequibo-spoorlijn. De spoorlijn werd in 1974 gesloten.

## Overzicht
De economie in Windsor Forest is voornamelijk gebaseerd op rijstteelt. Het heeft een basisschool en een kliniek.
Het gebied rond Windsor Forest heeft last van overstromingen. Het werd vroeger beschermd door mangrovebossen, maar die zijn verdwenen. In 2021 was Deopaul Somwaru begonnen met een herbossingsproject en heeft subsidie gekregen van UNICEF.

## Chinees Immigratiemonument
In 1986 werd door de Guyana-China Friendship Society bij de basisschool van Windsor Forest een monument opgericht voor de Chinese immigranten. Tussen 1853 en 1879 kwamen 13.541 Chinese contractarbeiders in Guyana aan. In het begin kwamen alleen mannen naar Guyana. Later is ook een kleine groep vrouwen aangekomen. Velen zijn weer teruggegaan naar China, of verhuisd binnen het Caraïbisch gebied.

## Geboren in Windsor Forest
- Arthur Chung (1918–2008), eerste president van Guyana[3]
- Doreen Chung (~1932–2009), eerste first lady van Guyana[11]